# Hugues l'Aleman
Ne doit pas être confondu avec Hugues l'Aleman (mort en 1264).
Hugues l'Aleman, mort avant le 26 mars 1241, est un croisé d'origine allemande. Il est le deuxième fils de Garnier l'Aleman, bailli de Jérusalem, probablement issu de la famille noble allemande d'Egisheim dans l'actuelle Alsace, et de son épouse Pavie Embriaco. Cette dernière, issue de la famille Embriaco, est la fille d'Hugues III Embriaco, seigneur du Gibelet, et de son épouse Étiennette de Milly.
Son frère aîné Jean l'Aleman devient seigneur de Césarée de jure uxoris par son mariage avec Marguerite Brisebarre, fille de Jean Brisebarre.
Il épouse Isabelle d'Adelon, fille de Daniel Ier d'Adelon, seigneur d'Adelon, et de son épouse Agnès de Francleu, avec qui il a une fille :
- une fille, qui épouse Jean Embriaco (mort exécuté en 1282 à Nephin), fils d'Henri Ier Embriaco et de son épouse Isabelle d'Ibelin, avec qui elle a eu deux fils, tous deux morts jeunes.

Isabelle est décrite comme veuve dans une charte datée du 26 mars 1241, indiquant donc qu'Hugues est mort à cette date.